# Борисюк Марія Наумівна
Марія Наумівна Борисюк (Нестерчук) (нар. 16 вересня 1947, село Велюнь, тепер Дубровицького району Рівненської області) — українська радянська діячка, ланкова колгоспів «Світанок», імені Чапаєва Дубровицького району Рівненської області. Депутат Верховної Ради УРСР 8—10-го скликань.

## Біографія
Народилася в селянській родині Наума Нестерчука. Закінчила семирічну школу. Член ВЛКСМ.
З 1963 року — доярка, в 1967—1976 роках — ланкова колгоспу «Світанок» Дубровицького району Рівненської області. З 1976 до 1991 року — ланкова колгоспу імені Чапаєва Дубровицького району Рівненської області. Вирощувала високі врожаї льону, картоплі та буряків.
Без відриву від виробництва закінчила заочно середню школу.
Член КПРС з 1976 року.
У 1991—1998 роках — сестра милосердя Дубровицького районного відділу соціального забезпечення Рівненської області.
Потім — на пенсії в селі Велюнь Дубровицького району Рівненської області.

## Нагороди
- орден Леніна
- орден Жовтневої Революції
- орден Трудового Червоного Прапора
- медалі